# Gota Yashiki
Gōta Yashiki (Kyoto, 26 febbraio 1962) è un musicista e produttore discografico giapponese.

## Biografia
Nasce a Kyoto, in Giappone, dove in giovane età impara a suonare la batteria. Questo interesse per la musica lo spinge ventenne a trasferirsi a Tokyo, dove dà vita al gruppo reggae/dub Mute Beat.
Durante gli anni ottanta si afferma nella scena musicale europea, collaborando con numerosi artisti famosi, tra cui Soul II Soul, Sinéad O'Connor e Seal.
Nel 1991 si unisce ai Simply Red per le registrazioni dell'album Stars e il successivo tour mondiale. Inizialmente assunto come semplice programmatore, Gota si fa presto notare per il suo talento dietro le pelli e diventa così il nuovo batterista ufficiale del gruppo. Nel frattempo non rinuncia a progetti solisti e collaborazioni varie. Lascia i Simply Red nel 2003.
Negli anni novanta collabora per gli album Jagged Little Pill di Alanis Morissette, Ultra dei Depeche Mode e The Millennium Bell di Mike Oldfield, oltre che per remix e colonne sonore.
Nel 2006 insieme a Satoshi Takebe, Shikao Suga, Hirokazu Ogura, Takamune Negishi forma la special band "Kokua" per realizzare Progress, brano per una serie di documentari di NHK. La band si riunirà nel 2016 per realizzare un secondo brano, Dream Goal.
Nel 2008 Yashiki forma il gruppo Vitamin-Q insieme a Masami Tsuchiya, Kazuhiko Kato, Rei Ohara e la cantante Anza. Tuttavia dopo il suicidio di Kato il 17 ottobre 2009, il gruppo ha apparentemente cessato l'attività.